# Adalberto Guilherme da Baviera
Adalberto Guilherme Jorge Luís da Baviera (Munique, 19 de julho de 1828 — Palácio Nymphenburg, 21 de setembro de 1875) foi o quarto filho do rei Luís I da Baviera e de sua consorte, a princesa Teresa de Saxe-Hildburghausen.
No dia 25 de agosto de 1856, em Madri, Adalberto desposou a infanta Amália Filipina de Espanha (1834-1905), a sexta filha do infante Francisco de Paula de Espanha (filho mais jovem do rei Carlos IV da Espanha) e da princesa Luísa Carlota das Duas Sicílias (segunda filha do rei Francisco I das Duas Sicílias). Eles tiveram cinco filhos:
- Luís Fernando (1859-1949), casou-se com a infanta Maria da Paz de Espanha.
- Afonso (1862-1933), casou-se com a princesa Luísa de Orleães, filha de Fernando de Orléans, Duque de Alençon.
- Isabel (1863-1924), casou-se com o Duque de Genoa.
- Elvira (1868-1943), casou-se com o conde Wrbna e Freudenthal.
- Clara (1874-1941), abadessa do Capítulo das Senhoras de Santa Ana em Wurzburgo.